# Hellering-lès-Fénétrange
Hellering-lès-Fénétrange (deutsch Helleringen) ist eine französische Gemeinde mit 188 Einwohnern (Stand 1. Januar 2022) im Département Moselle in der Region Grand Est (bis 2015 Lothringen). Sie gehört zum Arrondissement Sarrebourg-Château-Salins und zum Kanton Sarrebourg.

## Geografie
Die Gemeinde Hellering-lès-Fénétrange liegt an der Grenze zum Elsass, etwa neun Kilometer nördlich von Sarrebourg auf einer Höhe zwischen 247 und 332 m über dem Meeresspiegel. Das Gemeindegebiet umfasst 4,09 km².

## Geschichte
Das Dorf kam 1766 zu Frankreich, von 1871 bis 1918 und 1940 bis 1945 zum Deutschen Reich und seitdem wieder zu Frankreich.
Siehe auch: Jüdische Gemeinde Hellering

### Bevölkerungsentwicklung
| Jahr      | 1962 | 1968 | 1975 | 1982 | 1990 | 1999 | 2007 | 2019 |
| Einwohner | 193  | 193  | 177  | 160  | 168  | 157  | 178  | 190  |

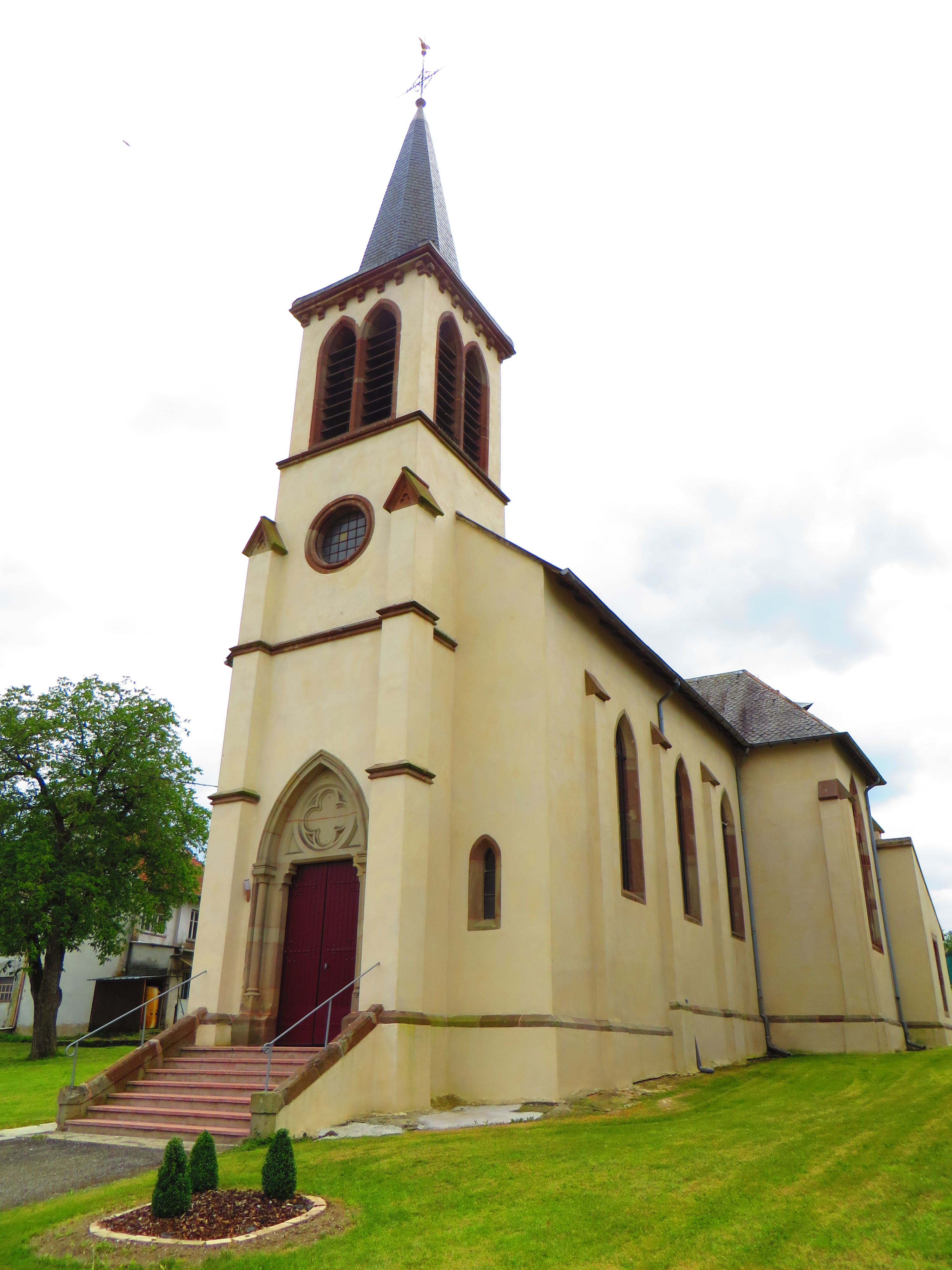
Kirche Saint-Martin
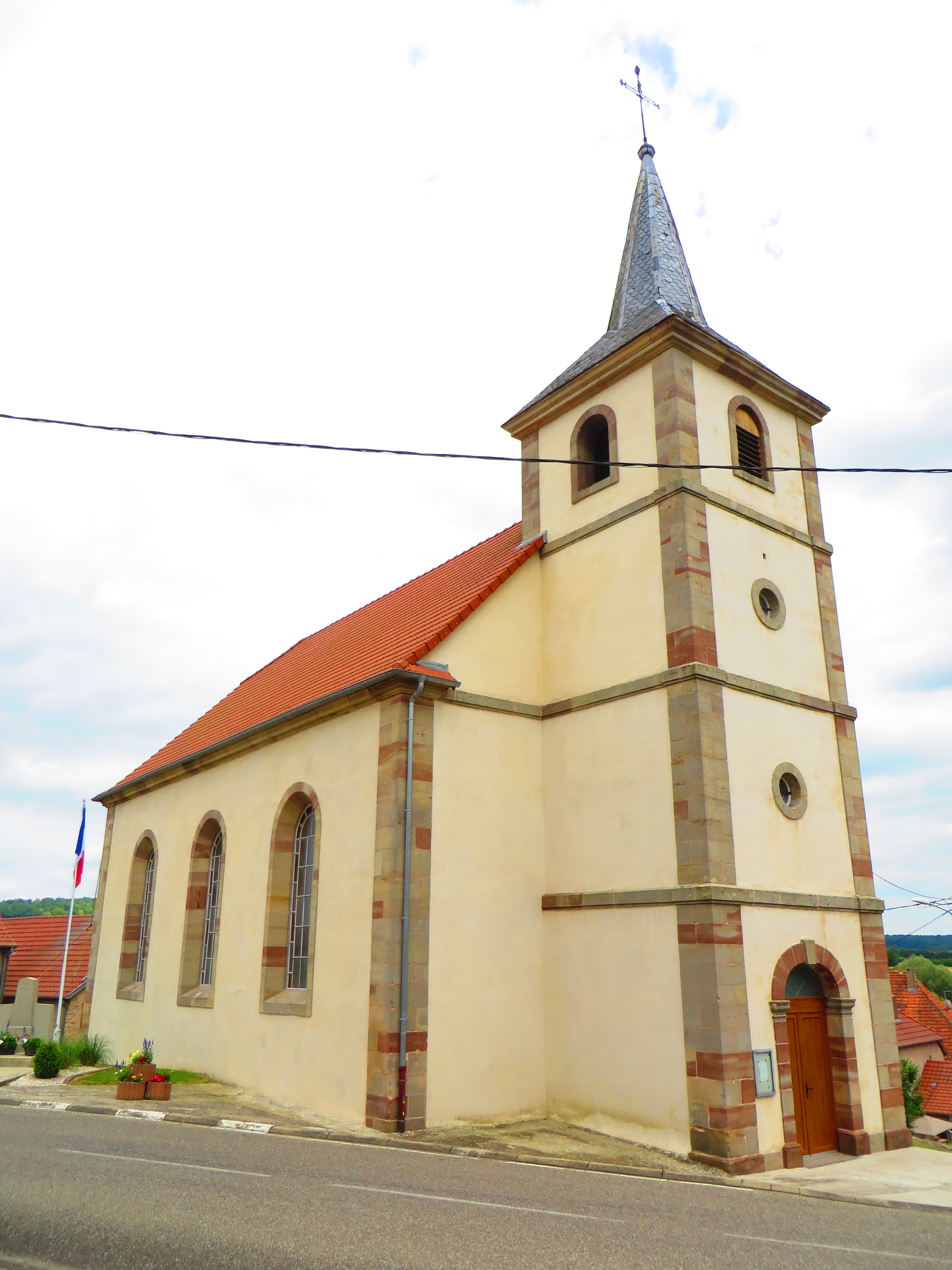
Protestantische Kirche von 1786
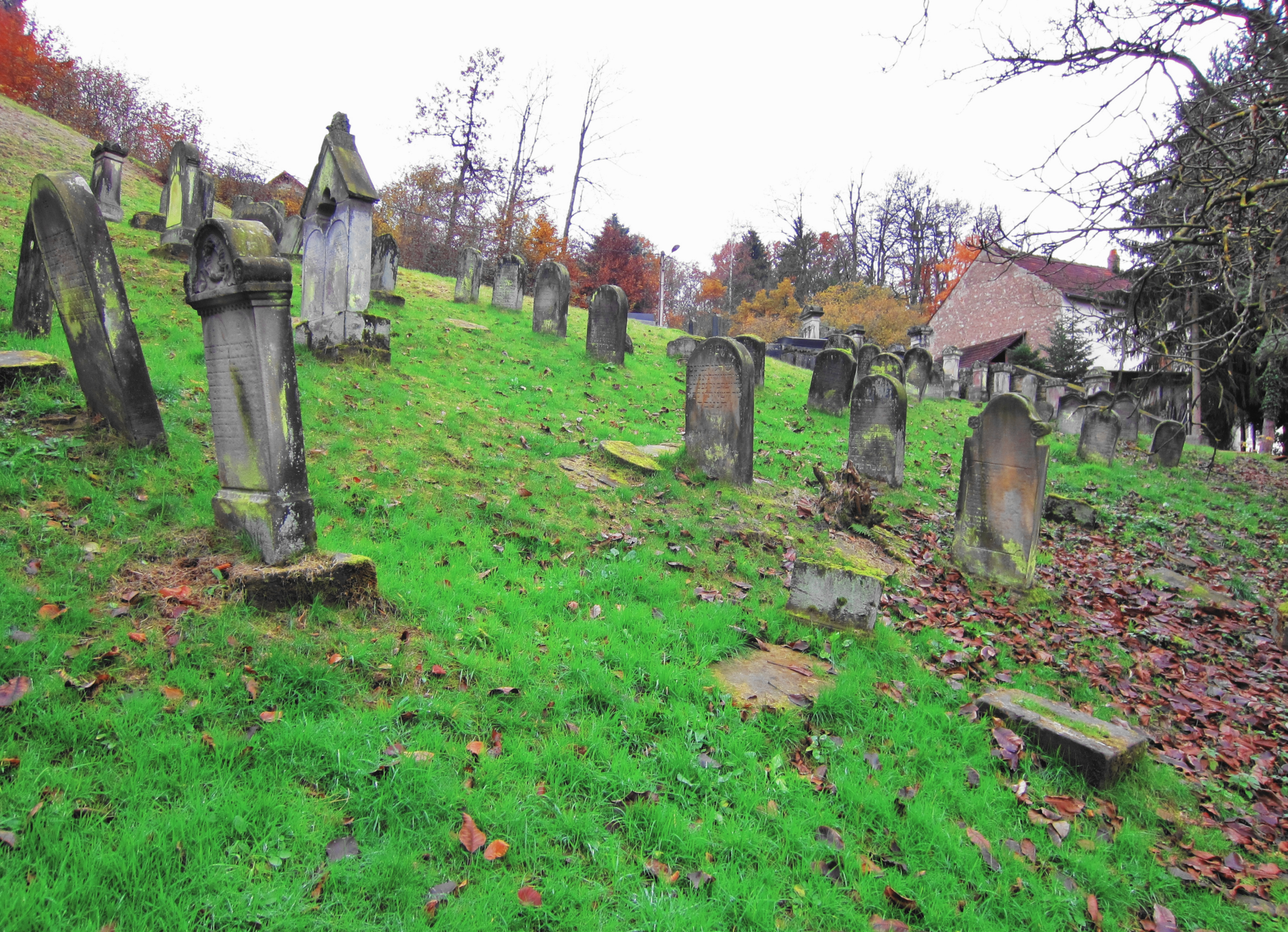
Jüdischer Friedhof